# Эли Ицхакофф
Эли Ицхакофф (Эли Айзиков), Eli Izhakoff (англ.) является одним из наиболее значимых лидеров международной бриллиантовой и ювелирной отрасли, занимая различные общественные посты с 1979 года.

## Ранняя карьера
Эли Ицхакофф — член семьи, которая стояла у истоков бриллиантовой отрасли в США и Израиле. На протяжении многих лет он является партнером в компании J. Izhakoff & Sons, занимающейся производством и импортом/экспортом бриллиантов, офисы которой находятся в Нью-Йорке на 5й Авеню, 580.
В 1979 году он впервые стал членом совета директоров Клуба Алмазных Дилеров Нью-Йорка (Diamond Dealers Club), крупнейшей алмазной биржи в Соединенных Штатах и в последующие годы занимал там руководящие позиции, включая должность председателя совета.
В 1986 он был избран генеральным казначеем Всемирной Федерации Алмазных Бирж (World Federation of Diamond Bourses), глобальной организации, которая объединяет алмазные биржи всего мира, и был назначен членом её Исполнительного Совета.
В январе 1990 он был избран президентом Клуба Алмазных Дилеров Нью-Йорка и тогда же сформировал и стал первым председателем Организационного комитета алмазно-бриллиантовой отрасли (Diamond Industry Steering Committee), головной организации, объединяющей четыре торговые бриллиантовые ассоциации.

## Всемирная Федерация Алмазных Бирж (WFDB)
На Всемирном Алмазном Конгрессе, проходившем в мае 1991 года в Лондоне, г-н Ицхакофф был единогласно избран президентом Всемирной Федерации Алмазных Бирж (World Federation of Diamond Bourses -  WFDB). Он был единогласно переизбран на второй срок на следующем Всемирном Алмазном Конгрессе, проходившем в Антверпене (Бельгия) в июне 1993 года. На Всемирном Алмазном Конгрессе в Тель-Авиве, Израиль, в мае 1996 года он был единогласно переизбран президентом WFDB на беспрецедентный третий срок.
На посту президента WFDB он играл решающую роль в расширении географии федерации и курировал создание новых алмазных бирж в Таиланде, Объединенных Арабских Эмиратах, Китае, России и Индии.
В июне 1995 года г-н Ицхакофф сыграл ключевую роль в организации международного бриллиантового саммита, который впервые раскрыл всему миру масштабы российской бриллиантовой отрасли. Он начался с конференции в Москве и продолжился туром по многочисленным месторождениям в Республике Саха, во время которого президент республики, Михаил Ефимович Николаев наградил г-на Ицхакоффа знаками отличия Николаса Оппенгеймера и Гэри Ральфа (De Beers) и Мориса Темплсмана (Lazare Kaplan International) .
По окончании третьего срока на посту президента WFDB, на Всемирном Алмазном Конгрессе в Бангкоке (Таиланд) в июле 1998 года он был единогласно избран Почётным Пожизненным Президентом WFDB.

## Всемирный Алмазный Совет
Из-за возникновения бриллиантового кризиса в Африке в конце 1990-х годов лидеры отрасли попросили г-на Ицхакоффа возглавить новую организацию, которая бы координировала усилия по прекращению торговли алмазным сырьем для финансирования гражданского конфликта.
Организация была основана на Всемирном Алмазном Конгрессе в Антверпене (Бельгия) в июле 2000 года и получила название Всемирный Алмазный Совет (World Diamond Council - (WDC), Г-н Ицхакофф был единогласно избран её Президентом-Основателем.
В последующие три года г-н Ицхакофф сотрудничал с представителями правительственных организаций и гражданского сообщества для создания международной системы, которая бы регулировала поток алмазного сырья по цепочке сбыта с целью исключить присутствие товара из конфликтных зон.
Схема сертификации кимберлийского процесса (Kimberley Process Certification Scheme), автором которой он считается, была принята и реализована в 2003 года и затем утверждена Советом Безопасности ООН. Признано, что благодаря Кимберлийскому Процессу количество конфликтных алмазов снизилось с 4 % до 0,1 % от общего объёма.
В ноябре 2006 года г-н Ицхакофф выступил перед министрами стран большой восьмерки в Москве с докладом о Кимберлийском Процессе и его успехах как о возможной модели противостояния глобальному терроризму.
7-е ежегодное собрание Всемирного Алмазного Совета, проходившее в июле 2010 года в Санкт-Петербурге, ознаменовалось важным достижением — Кимберлийский Процесс смог прийти к консенсусу, который позволил возобновить экспорт алмазного сырья с месторождения Маранге (Marange diamond fields) в Зимбабве, разрешив таким образом кризис, который мог парализовать торговлю алмазами. Г-н Ицхакофф пригласил Кимберлийский Процесс провести мини-саммит в Санкт-Петербурге одновременно с Всемирным Алмазным Советом в попытке достичь соглашения по Маранге. В результате Саммит посетила делегация высокопоставленных лиц из правительства Зимбабве, включая Министра горнорудной промышленности Зимбабве Оберта Мозеса Мпофу (Obert Moses Mpofu) и Министра юстиции Зимбабве Йохана Томаму (Johanne Tomama), а также делегация Госдепартамента США, возглавляемая Сьюзан Пейдж (Susan Page), помощником Заместителя Госсекретаря СШ.
Накануне ежегодного собрания Всемирного Алмазного Совета в Петербурге в Зимбабве выпустили из заключения Фарая Магуву (Farai Maguwu), местного борца за права человека, который обвинялся в распространении ложной информации, порочащей государство, относительно месторождений Маранге. Во время собрания г-н Ицхакофф публично призвал Министра юстиции Зимбабве снять обвинения с г-на Магуву, что в конце концов и произошло в октябре 2010. Позднее в книге об этом периоде г-н Магуву благодарил г-на Ицхакоффа за помощь в его освобождении и за убеждение властей Зимбабве снять с него обвинения.
Когда он снял с себя полномочия Президента Всемирного Алмазного Совета в 2013г, его избрали Почетным Пожизненным Президентом этой организации.

## Панама
В 2014 году г-н Ицхакофф был приглашен принять участие в разработке проекта в Республике Панама, целью которого было создание первого в Латинской Америке торгового центра бриллиантами, цветными камнями и ювелирными изделиями. Получивший название Всемирный Ювелирный Центр (World Jewelry Hub), он также является штаб-квартирой первой признанной алмазной биржи в Латинской Америке, Всемирного Ювелирного и Бриллиантового Центра в Панаме (World Jewelry & Diamond Hub, Panama).

## Награды и отличия
Г-н Ицхакофф сыграл важную роль в создании Дубайской Алмазной Биржи в 2004 году. Он также является членом советов директоров нескольких других организаций и имеет звания Почетного Председателя Организационного комитета алмазно-бриллиантовой отрасли, Нью-Йорк, США; Почетного Президента Клуба Алмазных Дилеров Нью-Йорка; Почётного Председателя Бангкокской биржи алмазов и драгоценных камней, Бангкок (Таиланд).
На конгрессе CIBJO в Ванкувере (Канада) в 2006 году г-н Ицхакофф был назван Почетным Пожизненным Президентом, Всемирной Ювелирной Конфедерации (CIBJO, the World Jewellery Confederation).
Помимо многих других наград и званий, он является кавалером Ордена Леопольда (Order of Leopold), который вручил ему король Бельгии, имеет награду Рапапорта за Корпоративную Социальную Ответственность (Rapaport Award for Corporate Social Responsibility), tПочетную награду израильской бриллиантовой отрасли (Israel Diamond Industry Dignitary Award), награду от Нью-Йоркской алмазно-бриллиантовой отрасли за достигнутые успехи (Lifetime Achievement Award), звание Диамантер года от Всемирной Федерации Алмазных Бирж, Медаль Почета Израильского Бриллиантового Института, награду Андреа Палладио за Корпоративную и Социальную Ответственность (Andrea Palladio International Jewellery Award for Corporate and Social Responsibility), специальные награды от Президента Республики Саха (Якутия), от правительства Таиланда и от правительства Южной Африки и от Дубайской товарно-сырьевой биржи (DMCC).